# Autographa comma
Autographa comma är en fjärilsart som beskrevs av Ostrejkowna 1923. Autographa comma ingår i släktet Autographa och familjen nattflyn. Inga underarter finns listade i Catalogue of Life.